# دیوید هکل
دیوید هکل (انگلیسی: David Hackl؛ زاده ۷ فوریهٔ ۱۹۶۳) کارگردان فیلم و طراح صحنه کانادایی است.

## گزیده آثار کارگردانی
- اره ۵ (۲۰۰۸)
- خرس خاکستری (۲۰۱۵)
- زندگی در خطر (۲۰۱۵)
- دختر گرگ (۲۰۱۹)
- خطرناک (۲۰۲۱)